# 張馵
張馵（1421年—？），字行敏，直隸廬州府無為州巢縣人，軍籍，明朝政治人物。進士出身。

## 生平
應天府鄉試第九十名。景泰二年（1451年）辛未科會試第八十七名，殿試登進士第三甲第一百一十五名。

## 家族
曾祖張益。祖父張勝。父亲張寬，曾任前武昌縣知縣。